# Варшовиці
Варшовиці (пол. Warszowice) — село в Польщі, у гміні Павловиці Пщинського повіту Сілезького воєводства.
Населення — 1964 особи (2011).
У 1975-1998 роках село належало до Катовицького воєводства.

## Демографія
Демографічна структура станом на 31 березня 2011 року:
|          | Загалом | Допрацездатний вік | Працездатний вік | Постпрацездатний вік |
| -------- | ------- | ------------------ | ---------------- | -------------------- |
| Чоловіки | 985     | 243                | 658              | 84                   |
| Жінки    | 979     | 219                | 587              | 173                  |
| Разом    | 1964    | 462                | 1245             | 257                  |